# Nei campi di Fiandra
Nei campi di Fiandra (In Flanders Fields) è una poesia di guerra scritta nel formato di un rondeau, composta durante la prima guerra mondiale dal tenente colonnello dell'esercito canadese John McCrae.

## Descrizione
McCrae compose la poesia il 3 maggio 1915, dopo aver assistito al funerale di un suo soldato, il luogotenente Alexis Helmer, caduto durante la seconda battaglia di Ypres il giorno precedente. 
Secondo quanto ci racconta la storia, dei commilitoni di McCrae avrebbero recuperato il testo originale della poesia dopo che l'autore, insoddisfatto del lavoro, l'aveva gettato via. La poesia venne poi pubblicata l'8 dicembre dello stesso anno in forma anonima sulla rivista londinese Punch.
Il titolo è ispirato all'omonima espressione che indica i campi di battaglia della Grande Guerra, situati in un'area compresa tra le Fiandre Occidentali e le Fiandre Orientali e la regione del Passo di Calais, dove vennero combattute alcune delle più importanti battaglie del conflitto.
È una delle poesie più famose della guerra. Grazie al successo pressoché immediato, venne utilizzata allo scopo di reclutare soldati tramite le obbligazioni di guerra.
Il riferimento ai papaveri rossi (In Flanders Fields, the poppies blow [..]) che crescono sulle tombe dei soldati caduti, trasformò questo fiore nel papavero del ricordo, e diventò in seguito uno dei simboli commemorativi più noti per i soldati caduti in battaglia. I papaveri e la poesia stessa sono un elemento importante nei paesi anglosassoni (in particolare in Canada) durante il Remembrance Day. Il componimento è conosciuto anche negli Stati Uniti, dove viene associata al Veteran Day e al Memorial Day.

### Testo e traduzione
between the crosses, row on row,
that mark our place; and in the sky
the larks, still bravely singing, fly
scarce heard amid the guns below.
we are the Dead. Short days ago
we lived, felt dawn, saw sunset glow.
loved and were loved, and now we lie,
in Flanders fields.
take up our quarrel with the foe:
to you from failing hands we throw
the torch; be yours to hold it high.
if ye break faith with us who die
we shall not sleep, though poppies grow
in Flanders fields.»
fra le croci che, fila dopo fila, segnano il nostro posto; e nel cielo
volano le allodole, levando coraggioso il canto,
che quaggiù fra i cannoni quasi non s’ode.
Noi siamo i Morti. Qualche giorno fa
eravamo vivi, sentivamo l’alba, vedevamo rifulgere il tramonto,
amavamo ed eravamo amati, e ora siamo distesi
nei campi di Fiandra.
Riprendete voi la nostra lotta con il nemico:
a voi con deboli mani affidiamo
la fiaccola; a voi il compito di levarla in alto.
Se romperete il patto con noi che moriamo,
noi non riposeremo, anche se spunteranno i papaveri
nei campi di Fiandra.»

## Altri usi
La classica ciclistica Gand-Wevelgem ha il nome ufficiale di "Gand-Wevelgem In Flanders Fields", ed ha un papavero stilizzato nel logo.